# Тур (Куявсько-Поморське воєводство)
Тур (пол. Tur, нім. Thure) — село в Польщі, у гміні Шубін Накельського повіту Куявсько-Поморського воєводства.
Населення — 1085 осіб (2011).
У 1975-1998 роках село належало до Бидгощського воєводства.

## Демографія
Демографічна структура станом на 31 березня 2011 року:
|          | Загалом | Допрацездатний вік | Працездатний вік | Постпрацездатний вік |
| -------- | ------- | ------------------ | ---------------- | -------------------- |
| Чоловіки | 529     | 120                | 364              | 45                   |
| Жінки    | 556     | 112                | 339              | 105                  |
| Разом    | 1085    | 232                | 703              | 150                  |